# Cap Vermell
Cap Vermell este o arie protejată (sit de importanță comunitară — SCI, arie de protecție specială avifaunistică — SPA) din Spania întinsă pe o suprafață de 76,31 ha, integral pe uscat.

## Localizare
Centrul sitului Cap Vermell este situat la coordonatele 39°39′50″N 3°27′07″E / 39.664°N 3.452°E.

## Înființare
Situl Cap Vermell a fost declarat arie de protecție specială avifaunistică în martie 2006 pentru a proteja 5 specii de animale. Situl a fost protejat și ca sit de importanță comunitară în iulie 2000.

## Biodiversitate
Situată în ecoregiunea mediteraneană, aria protejată conține 2 habitate naturale: Faleze cu vegetație de Limonium spp. endemic de pe coastele mediteraneene, Păduri de Olea și Ceratonia.
La baza desemnării sitului se află mai multe specii protejate:
- păsări (4): șoim călător (Falco peregrinus), Galerida theklae, Phalacrocorax aristotelis desmarestii, Sylvia sarda
- reptile (1): țestoasă bănățeană (Testudo hermanni)

Pe lângă speciile protejate, pe teritoriul sitului au mai fost identificate 1 specie de păsări.